# Desoxyguanosinetrifosfaat
Desoxyguanosinetrifosfaat of dGTP is een desoxyribonucleotide die is opgebouwd uit het nucleobase guanine, het monosacharide desoxyribose en drie fosfaatgroepen.

## Biochemische functies
Desoxyguanosinetrifosfaat wordt gebruikt in de synthese van DNA, zowel in de biosynthese (in vivo) als in de laboratoriumsynthese (polymerase-kettingreactie). Daarbij wordt een pyrofosfaatmolecule afgesplitst en het ontstane desoxyguanosinemonofosfaat wordt in het DNA ingebouwd.